# Frampton
Pour les articles homonymes, voir Frampton (homonymie).
Frampton est une municipalité du Québec située dans la MRC de La Nouvelle-Beauce dans la  Chaudière-Appalaches.

## Toponymie
Le nom de la municipalité de Saint-Édouard-de-Frampton est un amalgame de celui de la paroisse catholique de Saint-Édouard et du township de Frampton.
Le nom de Frampton commémore une ville anglaise. D’ailleurs Noms et lieux du Québec, ouvrage de la Commission de toponymie, paru en 1994, indique que l’origine du nom Frampton vient probablement d’une des quatre villes d’Angleterre et plus probablement de celle du Dorset.

## Histoire

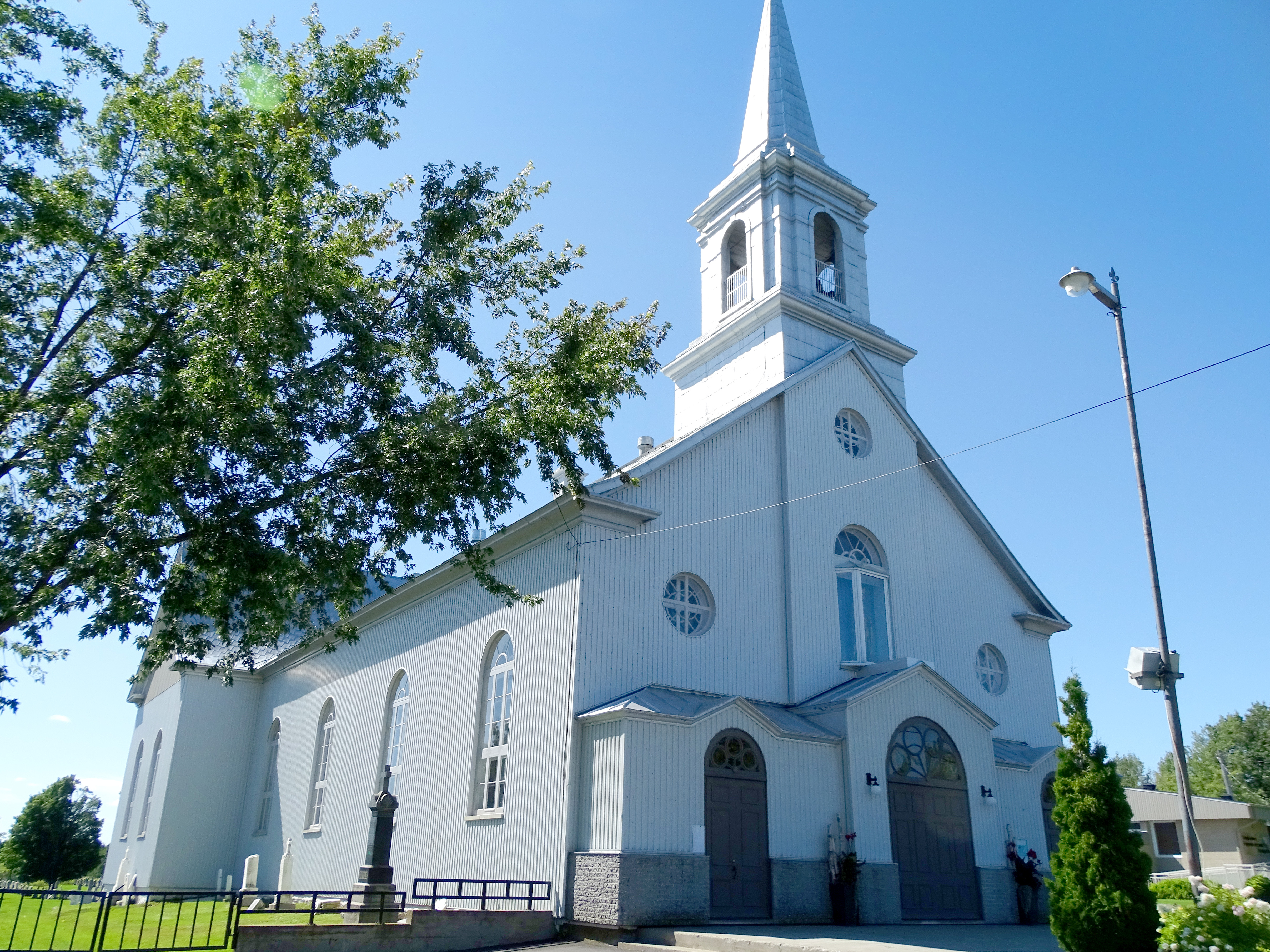
Église catholique Saint-Édouard

Le township de Frampton est proclamé le 10 juillet 1806. Toutefois le plan partiel du township apparaît pour la première fois en 1795 sur la carte de Gale et Duberger.
Le 10 juillet 1806, la Couronne concède 59 lots du township de Frampton à Pierre-Édouard Desbarats et ses associés, cette première concession représente 11 029 acres.
Le 9 septembre 1808, Pierre-Édouard Desbarats, leader d’un groupe composé d’une trentaine d’associés recevront plus de 12 000 acres.
Le 8 février 1809, Pierre-Édouard Desbarats et George Pyke embauchent Charles René, un citoyen de Saint-Roch comme intendant du township de Frampton pour une période de cinq ans. À ce titre, il doit surveiller et inspecter les futurs travaux, il doit s’occuper de faire tourner le moulin [à être construit]  et s’engage, durant son contrat, à défricher 3 arpents de terre par année durant les trois premières années. Il doit construire une maison de 40 pieds par 24 ainsi qu’une grange.
En 1811, Pierre-Édouard Desbarats signent deux contrats avec Louis Labranche et Jean-Baptiste Boissonneau, tous deux résidents de Sainte-Marie. Le premier, en date du 3 mai, embauche ces deux derniers, pour une période de 64 jours, afin de défricher pour établir une route et dégager une parcelle de terre. L’autre daté du 28 septembre, et ratifié le 28 octobre, associe George Pyke et Pierre-Édouard Desbarats à l’embauche des deux mêmes personnes pour couper et équarrir les billes de bois afin de construire un moulin.
Le 2 septembre 1811 le grand voyer décide de la construction d’une route entre Sainte-Marie et le township de Frampton.
Le 15 mai 1812, Desbarats et Pyke embauchent pour deux ans Robert Gibson, un résident de Brownfield dans le Maine, afin que celui-ci construise un moulin à scie pour équarrir les billes de bois.
L’établissement des premiers résidents permanents, abstraction faite des gens embauchés par Desbarats et Pyke pour la construction de certaines infrastructures essentielles à l’établissement de colons, se fait entre 1810 et 1815. Toutefois, les preuves formelles au registre paroissial de Sainte-Marie confirment la présence de familles au plus tard en 1815. 
Le 23 juin 1816, l’abbé Valade inscrit au registre de la paroisse de Sainte-Marie, le baptême de Marie-Louise Byrns fille de Patrick Byrns et Catherine Hasting.
Le recensement de 1825, le premier effectué sur le territoire établit la population à 194 habitants.
En 1824, une requête signée par les 34 chefs de famille, est adressée à Mgr Joseph-Octave Plessis, évêque du diocèse de Québec, afin que l’Église désigne un prêtre pour dire la messe au moins une fois par mois aux 172 résidents de Frampton. En contrepartie, les requérants s’engagent à construire une chapelle. Le 20 juillet 1825, Mgr Plessis se rend à Frampton et accepte l’offre de Pierre-Édouard Desbarats qui cède le lot 4 du deuxième rang, pour y construire une chapelle. Mgr Plessis marque d’une croix l’endroit où devra être construite l’église de 75 pieds sur 30 pieds. La Gazette de Québec publiera, dans son édition du 28 juillet 1825, un compte rendu de cette visite.

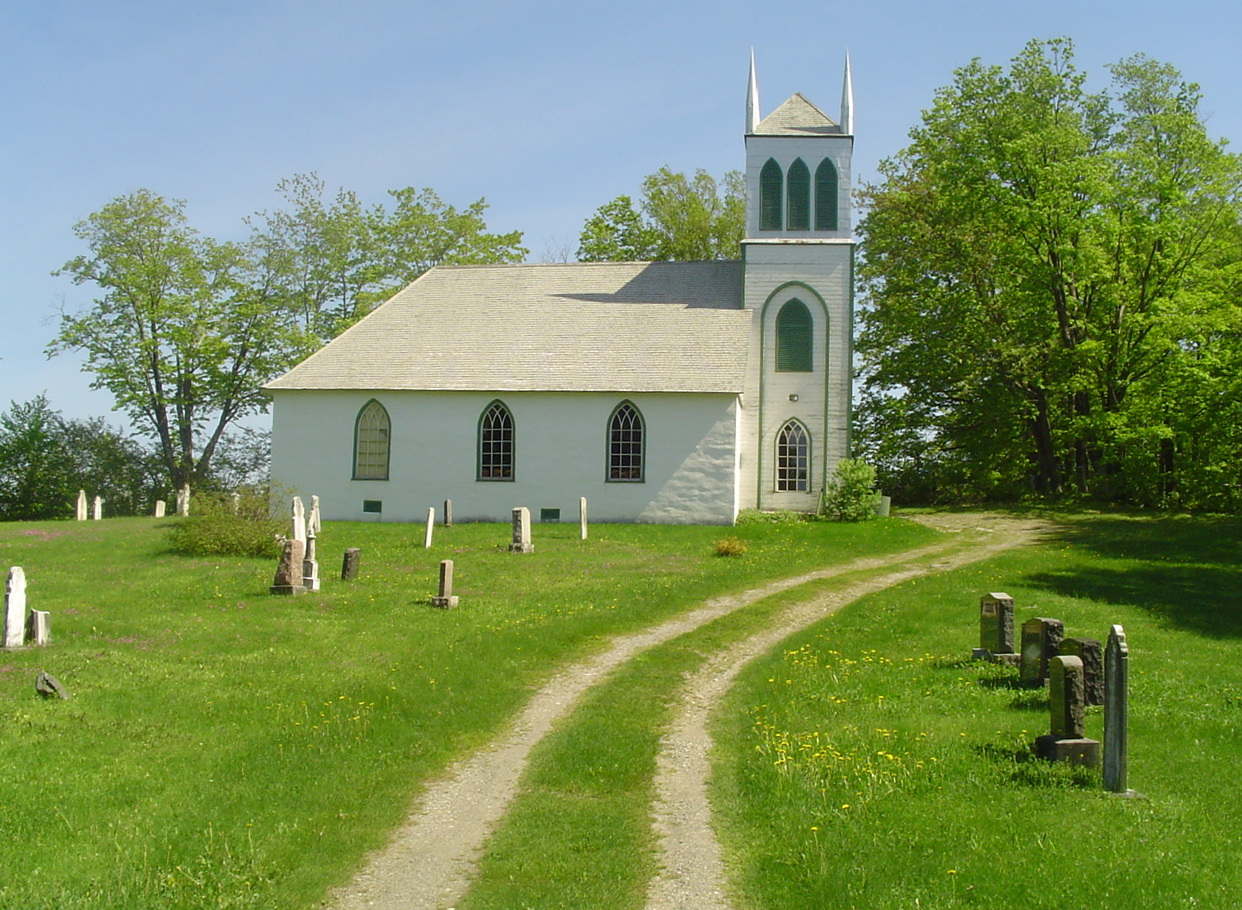
Chapelle anglicane Springbrook.

Le 6 août 1836, la communauté anglicane approuve la construction d'un premier temple, Christ Chruch. En 1839, un second temple anglican sera construit, soit celui de St-Paul. En 1840, l'administration municipale est mise en place.

## Géographie
Frampton possède une superficie totale de 151,73 km2 (dont 150,82 km2 est terrestre). La localité est située en Beauce, entre les rivières Chaudière et Etchemin, à environ 10 kilomètres à l'est de Sainte-Marie. La population de Frampton réside principalement dans son village (46° 27′ 43″ N, 70° 48′ 24″ O), tandis que Springbrook est un autre foyer de population beaucoup moins important (46° 30′ 28″ N, 70° 49′ 25″ O). Le reste du territoire est surtout occupé par l'agriculture ou la forêt.
Son territoire est délimité par les municipalités de Sainte-Marguerite et Saint-Malachie (au nord), Saint-Léon-de-Standon (à l'est), Saints-Anges (à l'ouest) ainsi que de Saint-Odilon-de-Cranbourne et Saint-Joseph-de-Beauce (au sud). Frampton est traversé par la route 112, la route 216 et la route 275.
Le relief de Frampton est vallonné, son altitude moyenne variant entre 300 et 500 mètres. Son sommet est le mont Frampton (650 m), sur lequel est installé un parc éolien communautaire depuis 2016, suivi du mont O'Neil (620 m). La localité est arrosée par la rivière Henderson, la rivière Pyke et la rivière Desbarats. On y trouve trois plans d'eau, en ordre d'importance : le lac Baxter, le lac O'Neil et le lac Desbarats.

### Hydrographie
Plusieurs cours d'eau traversent la municipalité :
- Rivière Morency,
- Rivière Calway,
- Rivière Pouliot,
- Rivière Desbarats,
- Rivière Pyke,
- Rivière Henderson.

## Démographie
| 1871  | 1881  | 1891  | 1901  | 1911  | 1921  | 1931  | 1941  |
| ----- | ----- | ----- | ----- | ----- | ----- | ----- | ----- |
| 1 844 | 1 836 | 1 653 | 1 935 | 1 937 | 1 980 | 1 784 | 1 817 |

| 1951  | 1956  | 1961  | 1966  | 1971  | 1976  | 1981  | 1986  |
| ----- | ----- | ----- | ----- | ----- | ----- | ----- | ----- |
| 1 785 | 1 793 | 1 724 | 1 561 | 1 540 | 1 416 | 1 363 | 1 316 |

| 1991  | 1996  | 2001  | 2006  | 2011  | 2016  | 2021  | - |
| ----- | ----- | ----- | ----- | ----- | ----- | ----- | - |
| 1 297 | 1 278 | 1 293 | 1 314 | 1 393 | 1 297 | 1 309 | - |

## Administration
Le township de Frampton est proclamé en 1806 et l’occupation de son territoire commence quelques années plus tard. Au Québec, le processus de création du pouvoir municipal a connu divers essais qui conduiront au régime que l’on connaît aujourd’hui.
Le 29 décembre 1840, l’adoption par le gouvernement de deux ordonnances créent les premières institutions municipales générales au Québec. La première ordonnance crée les corporations municipales locales et la seconde institue les corporations municipales régionales.
L’ordonnance de 1840 crée une municipalité locale pour chaque township de plus de 300 habitants, ce qui est le cas de Frampton. L’ordonnance ne prévoit pas la formation d'un conseil, tous les pouvoirs du township sont exercés directement par l'assemblée des habitants qui se réunit une fois l’an sous la présidence d’un juge de paix.
L’ordonnance créant les municipalités de district prévoit un conseil dont un membre est élu par chacune des municipalités constituantes. Sous cette loi, le premier représentant de Frampton au district municipal de Beauce, en 1841, fut James Boulder.
James Boulder, un irlandais catholique, fils d’Edmond et Ellen Prendergast. Le 27 août 1827, il épouse Ellen Shea dans la paroisse Notre-Dame de Québec. James décède à Frampton, le 28 février 1874, à l’âge de 84 ans.
Les deux ordonnances de 1840 sont remplacées par une autre régissant la vie municipale en 1845 : Acte pour abroger certaines ordonnances et pour faire de meilleures dispositions pour l'établissement d'autorités locales et municipales dans le Bas-Canada. Chaque paroisse ou township forme une corporation municipale avec un conseil de sept membres élus. Seront ainsi instituées par cette loi, 321 corporations municipales.
En vertu de cette loi, la création de la municipalité du township de Frampton se fait le 1er juillet 1845. Pour ceux qui désireraient pousser les recherches sur cette période de la vie municipale régie par l’Acte d’Union, les archives sont consultables aux Archives nationales du Canada à Ottawa.
En 1847,  la loi de 1845 est remplacée par une nouvelle créant une seule municipalité par comté ; 46 municipalités de comté sont ainsi créées. Malgré la ferme opposition des députés du Bas-Canada, la loi sera tout de même adoptée. Frampton, par cette loi, appartiendra au comté de Dorchester.
À sa création le comté de Dorchester intègre la paroisse de Sainte-Marie-de–la-Nouvelle-Beauce, la paroisse de Saint-Elzéar-de-Linière, la paroisse de Saint-Joseph-de-Beauce, la municipalité de Saint-François-de-Beauce, la municipalité d'Aubert-Gallion, la municipalité de Metschermet ainsi que les townships de Frampton et Cranbourne.
En mai 1855, l’adoption de l'Acte des municipalités et des chemins du Bas-Canada recrée les municipalités locales et concrétise la notion de deux paliers de responsabilités : la municipalité locale et la municipalité de comté. C'est la base du régime municipal actuel.  
La création de la municipalité est l’acte juridique qui confère à la population le pouvoir de s’administrer et de prendre les décisions facilitant leur vie collective.
À la suite de la loi de 1855, la municipalité de la paroisse de Saint-Édouard-de-Frampton est instituée par proclamation du gouverneur général, Sir Edward Walker Head,
Les élections municipales se font en bloc pour le maire et les six conseillers.
| Frampton Maires depuis 2001                                                                                          |               |         |          |
| Élection | Maire         | Qualité | Résultat |
| 2001 | Sonia Paradis |         | Voir     |
| 2005 | Sonia Paradis | Voir    |          |
| 2008 | Jacques Soucy |         | Voir     |
| 2009 | Jacques Soucy | Voir    |          |
| 2013 | Jacques Soucy | Voir    |          |
| 2017 | Jacques Soucy | Voir    |          |
| 2021 | Jean Audet    |         | Voir     |
| Élection partielle en italique Depuis 2005, les élections sont simultanées dans toutes les municipalités québécoises |               |         |          |

## Attraits
- Zoo Miller[10]